# Pellegrino Antonio Orlandi
Pellegrino Antonio Orlandi (1660-1727) foi um escritor e historiador de arte italiano, autor de o Abecedario pittorico ('ABC da Pintura').
Nascido em Bolonha, Orlandi juntou-se ao convento dos Carmelitas de São Martinho, onde realizou pesquisas em história da arte e se tornou um membro da Academia Clementina.
A primeira edição do seu Abecedario pittorico foi publicada em Bolonha, em 1704. Este foi um dicionário biográfico, abrangendo, de acordo com o seu autor, cerca de quatro mil pintores, escultores e arquitetos. Uma ampliada e corrigida edição do Abecedario foi seguida em 1719, atualizada em parte, através de correspondência com artistas e colecionadores, em Roma e em Florença. Entretanto, em 1714, publicou o Notizie degli scrittori bolognesi e dell' opere loro stampate e manoscritte ("Notas sobre escritores bolonheses e sobre os seus manuscritos").
Pellegrino Antonio Orlandi morreu em Bolonha no ano de 1727. Novas e aumentadas edições do Abecedario continuaram a ser publicadas, no entanto, a edição de 1753 incluía material escrito por Pietro Guarienti. Embora o trabalho fosse criticado posteriormente pelos seus erros, Lanitra Walker descreve-o como tendo sido "a mais completa fonte de informação sobre artistas no Séc. XVIII".